# Авдарма
Авда́рма (рум. і гаг. Avdarma) — село Комратського округу Гагаузії Молдови, утворює окрему комуну.
Село було засноване гагаузами, де вони зараз становлять 94,2%.
Населення утворюють в основному гагаузи — 3356 осіб, живуть також росіяни — 47, українці — 43, молдовани — 42, болгари  — 32, цигани — 25.
21 листопада 2011 в селі було відкрито музей. Засновник - Федор Язаджи.

## Географічні відомості
Недалеко протікає однойменна річка довжиною близько 20 км - права притока річки Лунга, ліва притока річки Ялпуг . Розташоване в одномісній долині pf 18 км на південний схід від міста Комрат та за 123 км на південь від Кишинева. Існує з 16 століття (1563г.).

## Історія села
Носить тюркську назву . Вперше село Авдарма згадується в архівних документах в 1563 році. На честь цього в центрі села споруджена стела, де написана дата заснування села і вказані населені пункти, звідки переселилися перший жителі. Російський історик А. Скальковський в 1848 р в книзі "Болгарські колонії в Бессарабії та Новоросійському краї" пише, що топонім Авдарма означає "Бандитську ущелину". Вчений зазначає, що "жителі хороші господарі ... Церква дерев'яна 1; будинків 86; жителів 93 сім'ї, з 515 о.п. душ; землі 5700 десятин ".
У "Словнику гагаузьких географічних термінів" І. Дрона відзначено, що топонім Авдарма "за походженням є ногайським і спочатку, мабуть, відносився тільки до долини, по якій протікає річка". За народними переказами, які підтверджуються архівними документами, Авдарма утворили переселенці, які спочатку оселилися в селищі Орак (нині Леовський район Республіки Молдова) в період російсько-турецької війни 1787-1791 рр. У 1820 р в селі Авдарма проживали 54 сім'ї, які переселилися з сіл: Горічане та Бежанова (Болгарія), Орак (Молдова, Леовський район).
Гагаузький просвітитель Михайло Чакір писав у книзі "Історія гагаузів Бессарабії" в 1934 р, що старожил з села Авдарма Микола Касим зберігав грамоту, яку дав гагаузам боярин Балиш, у маєток якого входило і село Орак: "Орацькі гагаузи чесні, правдиві, сумирні, майстрові, добродушні, гостинні, подорожніх зустрічають, як родичів, працьовиті, миролюбні, добрі, остерігаються пияцтва, скандалів, всякого зла. У селах Орак і Чадир серед гагаузів не було ні злодійства, ні грабежу, а ні шахрайства".
Спочатку село розташовувалося на урочищі Лунга, де протікає річка Лунга. У той час на цій землі жили буджацькі татари. Вони займалися скотарством, тому вони і вибрали цю землю для осілого життя. Сьогодні ця місцевість називається "Йозокай". І сьогодні на цій ділянці є криниця, яка називається "Татар чьошмесі" ("Татарське джерело"). Воно має два джерела: з одного тече холодна вода, з іншого - трохи тепла. Видно, що вони об'єднані глиняними трубами. Старожили розповідають, що татари після російсько-турецької війни сховали золото, нібито, сподіваючись коли-небудь повернутися за ними. Золото ніхто не знайшов, але в 70-ті роки XX ст. люди знаходили там курильні трубки, глиняні черепки. Навпроти татарського джерела є височина, на вершині якого росте велике товсте грушеве дерево, на якому лежить відбиток минулого. Старожили розповідали, що це дерево видно з села Циганка, яке знаходиться біля річки Прут. Це дерево в 2003 р занесено до "Червоної книги" Республіки Молдова та охороняється законом.

## Відомі люди
- Грек Гнат Георгійович — радянський і український спортсмен і тренер.